# Ivo Tartaglia
Ivo Tartaglia (Spalato, 5 febbraio 1880 – Lepoglava, 3 aprile 1949) è stato un politico, avvocato e giornalista jugoslavo sindaco di Spalato dal 1918 al 1928 e bano del Litorale dal 1929 al 1932.

## Biografia
Nato da una famiglia dalmata d'origine italiana, si distinse all'interno della società spalatina dei primi decenni del Novecento non solo come avvocato, ma anche come collezionista, critico d'arte e come bibliofilo. Prima della Grande Guerra Tartaglia aderì a movimenti filo-croati, senza ricoprire nessun incarico. Al termine del conflitto, quando la Dalmazia e Spalato in particolare, furono interessate da dure tensioni interetniche tra i croati e gli italiani, egli optò per la cittadinanza jugoslava. Suo fratello Renato invece scelse il passaporto italiano e si trasferì a Trieste.  
Durante il suo mandato Tartaglia si prodigò per favorire lo sviluppo economico di Spalato con una serie di importanti iniziative. In contrasto con le autorità centrali di Belgrado promosse, grazie a investimenti privati, il completamento della ferrovia della Lika. Istituì una compagnia elettrica municipale e creò il primo sistema d'illuminazione pubblica di Spalato. Fece poi ampliare il porto, costruì nuovi caseggiati popolari, nuove scuole, ingrandì l'ospedale e infine fece abbellire con le caratteristiche palme il lungomare cittadino. Da uomo di cultura s'adoperò per dotare Spalato di diverse istituzioni artistiche e scientifiche come un istituto oceanografico, una stazione meteorologica, una galleria civica d'arte (inaugurata nel 1931) e uno zoo. Tra le misure prese dalla sua amministrazione vi fu anche l'ampliamento della biblioteca cittadina.
Nel 1929 il re Alessandro I nominò Tartaglia bano del Litorale. Durante questo suo secondo incarico egli si prodigò per dotare la regione di nuove strutture ospedaliere, di scuole e di migliorare gli arretrati sistemi di coltivazione impiegati dai contadini locali. A causa delle politiche sempre più oppressive del governo centrale, Tartaglia decise di dimettersi nel 1932. Pur lasciando ufficialmente la politica, verso la metà degli anni trenta, quando in Jugoslavia si stavano risvegliando nuovamente i vari nazionalismi, egli si avvicinò al Partito Contadino Croato e alle posizioni del suo capo Vladko Maček.
Durante la seconda guerra mondiale, a seguito dell'occupazione italiana di Spalato e della Dalmazia, Tartaglia rifiutò di collaborare con le autorità fasciste e per tale motivo fu deportato in Italia.
Una volta liberato rientrò nella sua città natale e iniziò a fiancheggiare il fronte di liberazione. Nell'immediato dopoguerra fu coinvolto dalle autorità comuniste nella ricostruzione del Paese tuttavia finì sotto processo dopo aver rifiutato di convincere, su mandato governativo, l'amico Ivan Meštrović a rientrare in Jugoslavia. Accusato di posizioni filo-fasciste, Tartaglia fu sottoposto nel giugno 1948 a un processo farsa e condannato a sette anni ai lavori forzati e alla perdita dei diritti civili. Incarcerato dapprima a Sebenico fu poi trasferito nella prigione di Lepoglava dove morì sette giorni dopo il suo arrivo.

## Eredità culturale
Secondo le volontà testamentarie di Tartaglia la sua intera collezione d'arte, circa 550 pezzi, fu donata alla Galleria di Belle Arti di Spalato che da allora la custodisce.